# Pierre Jaccoud

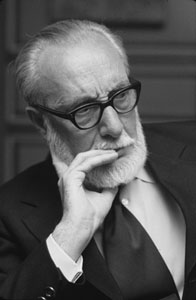
Pierre Jaccoud

Pierre Jaccoud (* 24. November 1905 in Genf; † 4. Juli 1996) war ein Schweizer Anwalt und Politiker (FDP) und möglicherweise Opfer eines Justizirrtums.

## Biografie
Jaccoud war ein bekannter Rechtsanwalt in Genf. Er war in die Kanzlei des Vaters zunächst als angestellter Anwalt eingetreten und wurde später Partner der Kanzlei, bevor er sie übernahm. Er war 1953 und 1954 Präsident der Genfer Anwaltskammer. Unter anderem vertrat er Aly Khan als Scheidungsanwalt während dessen Scheidung von Rita Hayworth und war Anwalt zahlreicher schweizerischer und ausländischer Unternehmen in Genf. Er war von 1936 bis 1958 Mitglied des Grossen Rates des Kantons Genf.
Jaccoud wurde im Zusammenhang mit einem Liebesverhältnis zu Linda Baud, einer Sekretärin der Radio-Station Genf, in einem umstrittenen und aufsehenerregenden Mordprozess (Affäre Jaccoud) 1960 schuldig des Totschlags an dem Landmaschinenhändler Charles Zumbach gesprochen und möglicherweise Opfer eines Justizirrtums.
Er war verheiratet und hatte zwei Töchter und einen Sohn.